# Будинок для леопарда
«Будинок для леопарда» (рос. Дом для леопарда) — радянський мальований мультиплікаційний фільм, поставлений 1979 року режисером Анатолієм Резніковим. Про те, як звірі допомагали Леопардові знайти собі будинок.

## Сюжет
У джунглях розпочався сезон сильних дощів. Всі звірі сховалися до своїх будинків, тільки в одного леопарда не було свого будинку. Його дружина з дітьми сховалася під листям пальми, а сам леопард спить під дощем, і йому все байдуже. Ішов повз заєць і присоромив леопарда, що він, як батько сімейства, повинен подбати про кров для своєї сім'ї. Зауваженнями заєць дуже розлютив леопарда. І леопард вирушив на пошуки будинку, а так як будувати будинок самому дуже не хотілося, то вирішив він зайняти вже готовий будинок.
Але все виявилося не так просто. Чи довго, блукав леопард у пошуках житла, доки не зустрів мавпу з її прекрасним будинком і вирішив його відібрати. Сам же він вирушив за своєю родиною, щоб показати їм новий будинок. Мавпа ж сидить і плаче, не знаючи, як їй вчинити у цій ситуації. Але тут їй на допомогу прийшов цей заєць і навчив мавпу, як за допомогою хитрості відстояти свій будинок.
Поради зайця дуже допомогли: спочатку за допомогою горщиків вони відлякали леопардиху та її дитинчат. Але леопард взяв собі на допомогу шкідливу мавпу, яка періодично руйнує гніздо птаха-ткачика. Але й тут заєць його віднадив, і леопарду таки довелося самому будувати власний будинок. Його мимовільний помічник мавпа по-справжньому отримує по заслугах: зібравшись у черговий раз розпустити пташине гніздо, вона обрушує собі на голову кокос, падає від удару на землю і набиває собі велику гулю.

## Творці
- Автор сценарію: Аркадій Хайт
- Режисер: Анатолій Рєзников
- Художник-постановник: В'ячеслав Назарук
- Оператор: Володимир Мілованов
- Композитор: Борис Савельєв
- Звукооператор: Неллі Кудріна
- Ролі озвучували: Олександр Очеретянський, Аркадій Мінаков
- Художники-мультиплікатори: Юрій Бутирін, Світлана Січкар, Андрій Колков, Юрій Бєлов, Тетяна Великород, Семен Петецький, Олександр Левчик
- Над фільмом працювали: Ігор Шкамарда, Олександр Распопов, Олена Строганова, Жанна Корякіна, Марина Трусова, Оля Хорова, Любов Хорошкова, Ірина Черенкова, Лера Рибчевська, Валерія Коновалова, Є. Бобровська
- Творці наведені за титрами мультфільму.

## Перевидання на DVD
Мультфільм неодноразово перевидувався на DVD у збірниках мультфільмів:
- «Крихітка Єнот»
- «13 історій»